# Weißenkirchen im Attergau
Weißenkirchen im Attergau è un comune austriaco di 949 abitanti nel distretto di Vöcklabruck, in Alta Austria.